# مخية (القف)

تعديل مصدري - تعديل

مخية هي إحدى قرى عزلة القف بمديرية القف التابعة لمحافظة حضرموت، بلغ تعداد سكانها 164 نسمة حسب تعداد اليمن لعام 2004.